# Joudreville
Joudreville település Franciaországban, Meurthe-et-Moselle megyében. Lakosainak száma 1108 fő (2022. január 1.). Joudreville Affléville, Norroy-le-Sec, Piennes és Bouligny községekkel határos.

## Népesség
A település népességének változása:
| Lakosok száma | 1883 | 1247 | 1066 | 1194 | 1192 | 1160 | 1170 | 1137 | 1121 | 1108 |
|               | 1968 | 1982 | 1990 | 2006 | 2013 | 2015 | 2017 | 2019 | 2020 | 2022 |